# World League di pallavolo 2009
La XX World League di pallavolo si svolse dal 12 giugno al 26 luglio 2009. Dopo la fase a gironi che si disputò dal 12 giugno al 19 luglio, la fase finale, a cui si qualificarono le prime squadre classificate dei quattro gironi di qualificazione, la migliore seconda, e la Serbia, paese ospitante, si svolse dal 22 al 26 luglio a Belgrado, in Serbia. La vittoria finale andò per l'ottava volta al Brasile.

## Squadre partecipanti
Europa:
- Bulgaria
- Finlandia
- Francia
- Italia
- Paesi Bassi
- Polonia
- Russia
- Serbia

America:
- Argentina
- Brasile
- Cuba
- Stati Uniti
- Venezuela

Asia:
- Cina
- Corea del Sud
- Giappone

## Gironi
| Gruppo A                            | Gruppo B                               | Gruppo C                      | Gruppo D                            |
| ----------------------------------- | -------------------------------------- | ----------------------------- | ----------------------------------- |
| Cina Italia Paesi Bassi Stati Uniti | Argentina Corea del Sud Francia Serbia | Bulgaria Cuba Giappone Russia | Brasile Finlandia Polonia Venezuela |

## Fase finale

### Finali 1º e 3º posto
|  | Semifinali | Semifinali | Semifinali |        |         | Finale          | Finale          | Finale          |  |
|  |            |            |            |        |         |                 |                 |                 |  |
|  | Brasile    | Brasile    | 3          |        |         |                 |                 |                 |  |
|  | Brasile    | Brasile    | 3          |        |         |                 |                 |                 |  |
|  | Russia     | Russia     | 0          |        |         |                 |                 |                 |  |
|  | Russia     | Russia     | 0          |        | Brasile | Brasile         | 3               |                 |  |
|  |            |            |            |        | Brasile | Brasile         | 3               |                 |  |
|  |            |            | Serbia     | Serbia | 2       |                 |                 |                 |  |
|  | Serbia     | Serbia     | Serbia     | Serbia | 2       | 3               |                 |                 |  |
|  | Serbia     | Serbia     |            |        |         | 3               |                 |                 |  |
|  | Cuba       | Cuba       | 1          |        |         | Finale 3º posto | Finale 3º posto | Finale 3º posto |  |
|  | Cuba       | Cuba       | 1          |        |         |                 |                 |                 |  |
|  |            |            |            |        |         |                 |                 |                 |  |
|  |            |            |            |        |         | Russia          | Russia          | 3               |  |
|  |            |            |            |        |         | Russia          | Russia          | 3               |  |
|  |            |            |            |        |         | Cuba            | Cuba            | 0               |  |

## Podio

### Campione
Template:Nazionale di pallavolo maschile del Brasile World League 2009

### Secondo posto
Formazione: 1 Nikola Kovačević, 2 Goran Marić, 3 Novica Bjelica, 4 Bojan Janić, 5 Vlado Petković, 7 Dragan Stanković, 8 Marko Samardžić, 9 Nikola Grbić , 10 Miloš Nikić, 12 Andrija Gerić, 14 Ivan Miljković, 15 Saša Starović, 18 Marko Podraščanin, 19 Nikola Rosić, CT: Igor Kolaković

### Terzo posto
Formazione: 2 Semën Poltavskij, 3 Evgenij Sivoželez, 6 Sergej Grankin, 7 Aleksej Kazakov, 8 Sergej Tetjuchin , 10 Jurij Berežko, 11 Oleg Samsonychev, 13 Denis Kalinin, 14 Anton Astashenkov, 15 Aleksandr Volkov, 16 Aleksej Verbov, 17 Maksim Michajlov, 18 Aleksej Kulešov, 19 Alexandr Yanutov, CT: Daniele Bagnoli

## Classifica finale
| Classifica | Squadre       |
| ---------- | ------------- |
|            | Brasile       |
|            | Serbia        |
|            | Russia        |
| 4          | Cuba          |
| 5          | Argentina     |
| 6          | Stati Uniti   |
| 7          | Italia        |
| 8          | Finlandia     |
| 9          | Francia       |
| 10         | Bulgaria      |
| 11         | Polonia       |
| 12         | Paesi Bassi   |
| 13         | Cina          |
| 14         | Corea del Sud |
| 15         | Giappone      |
| 16         | Venezuela     |

## Premi individuali
- MVP: Sérgio dos Santos
- Miglior realizzatore: Ivan Miljković
- Miglior schiacciatore: Roberlandy Simón
- Miglior muro: Roberlandy Simón
- Miglior servizio: Wilfredo León
- Miglior palleggiatore: Nikola Grbić
- Miglior libero: Aleksej Verbov